# جنيفيف نناجي
```
جنيفيف نناجي
 (ولدت في 3 مايو 1979)، هي ممثلة ومغنية نيجيرية. حصلت في عام 
2005
 على جائزة أفضل ممثلة من أكاديمية السينما الأفريقية.
[
3
]
[
4
]
```

## البدايات
ولدت في مبيسي التابعة لولاية إيمو في نيجيريا. نشأت جنيفيف نناجي في مدينة لاغوس، العاصمة التجارية لنيجيريا. وهي كانت الرابعة بين ثمانية أبناء لأسرة من الطبقة المتوسطة. كان والدها يعمل مهندساً ووالدتها تعمل معلمة. درست في الكلية المنهجية (الميثودية) للبنات في يابا قبل أن تتلحق بجامعة لاغوس. وبينما كانت في جامعة لاغوس بدأت في خوض تجارب آداء من أجل التمثيل لدى العديد من مشروعات نوليوود (صناعة السينما النيجيرية).

## حياتها المهنية
بدأت جنيفيف التمثيل عندما كانت في الثامنة من عمرها في المسلسل التليفزيوني ريبلز (تموجات). إلى جانب قيامها بالتمثيل في إعلانات عديدة من بينها مشروب برونتو ومسحوق التنظيف أومو. وفي عام 2004 أصبحت الوجه الرسمي لصابون لوكس والذي يعد صفقة رعاية مربحة للغاية.
عندما كانت في سن التاسعة عشر، وضعت قدمها للمرة الأولى في صناعة السينما النيجيرية النامية بدورها في فيلم موست وانتد (مطلوب على وجه السرعة). شملت أفلامها اللاحقة لاست بارتي (الحفل الأخير) ومارك أوف ذا بيست (علامة الوحش) وإيجيلي. قامت جنيفيف بالتمثيل في أكثر من ثمانين فيلم نيجيري.
حصلت جنيفيف على العديد من الجوائز من بينها ترشيحها لجائزة أفضل ممثلة عن عام 2001 في جوائز سيتي بيبل إلى جانب حصولها على جائزة أفضل ممثلة عام 2005 في مسابقة أكاديمية السينما الأفريقية (AMAA).
قامت جنيفيف عام 2004 بتوقيع عقد تسجيل مع شركة أي كيه بي للإنتاج الفني، وهي شركة غانية للإنتاج الغنائي، وقامت بإصدار البومها الأول ون لوجولوجو لاين الذي يمثل مزيجاً من موسيقى الآر أن بي والهيب هوب والموسيقى الحضرية.
وشهد عام 2008 تدشين خط إنتاج الملابس الخاص بها الملقب بسانت جنيفيف والذي يتبرع بنسبة مئوية من العائدات للاعمال الخيرية.
تعد جنيفيف نناجي أحد أعلى الممثلات أجراً في نوليوود.

## قائمة الأفلام
| السنة | عنوان الفيلم       |
| ----- | ------------------ |
| 2002  | فالنتينو           |
| 2002  | النار، راقص        |
| 2002  | شارون ستون         |
| 2002  | أشواط!             |
| 2002  | قوة الحب           |
| 2002  | قوة هائلة          |
| 2002  | خط المعركة         |
| 2003  | شقيقات الدم (فيلم) |
| 2011  | صبي المرآة         |

## روابط خارجية
- جنيفيف نناجي على موقع IMDb (الإنجليزية)
- جنيفيف نناجي على موقع ألو سيني (الفرنسية)
- جنيفيف نناجي على موقع أول موفي (الإنجليزية)
- جنيفيف نناجي على موقع قاعدة بيانات الفيلم (الإنجليزية)
- جنيفيف نناجي على موقع كينوبويسك (الروسية)